# NGC 2477
NGC 2477 ist ein offener Sternhaufen im Sternbild Achterdeck des Schiffs und hat eine Winkelausdehnung von 20,0' und eine scheinbare Helligkeit von 5,8 mag. Er wurde im Jahre 1751 von Nicolas Louis de Lacaille entdeckt.